# Comté d'Issaquena
Le comté d'Issaquena est situé dans l’État du Mississippi, aux États-Unis. Il comptait 2 274 habitants en 2000. Son siège est Mayersville.